# カール・ヴィクトル・ツー・ヴィート
カール・ヴィクトル・ツー・ヴィート（Karl Viktor Prinz zu Wied, 1913年5月19日 - 1973年12月8日）は、ドイツ・ライン＝プファルツ地方の旧諸侯ヴィート家の侯子、軍人。1914年に約半年間、アルバニア公国の公世子（法定推定相続人）の地位にあった。

## 生涯
ヴィート侯ヴィルヘルムの次男でプロイセン陸軍の騎兵大尉だったヴィート侯子ヴィルヘルムと、その妻ゾフィー（シェーンブルク＝ヴァルデンブルク侯オットー・ヴィクトル2世の妹）の間の第2子、長男として生まれた。全名はカール・ヴィクトル・ヴィルヘルム・フリードリヒ・エルンスト・ギュンター（Karl Viktor Wilhelm Friedrich Ernst Günther）。1914年3月に父がアルバニア公国の元首に推戴されると、その継嗣としてアルバニア公世子の称号を受けた。

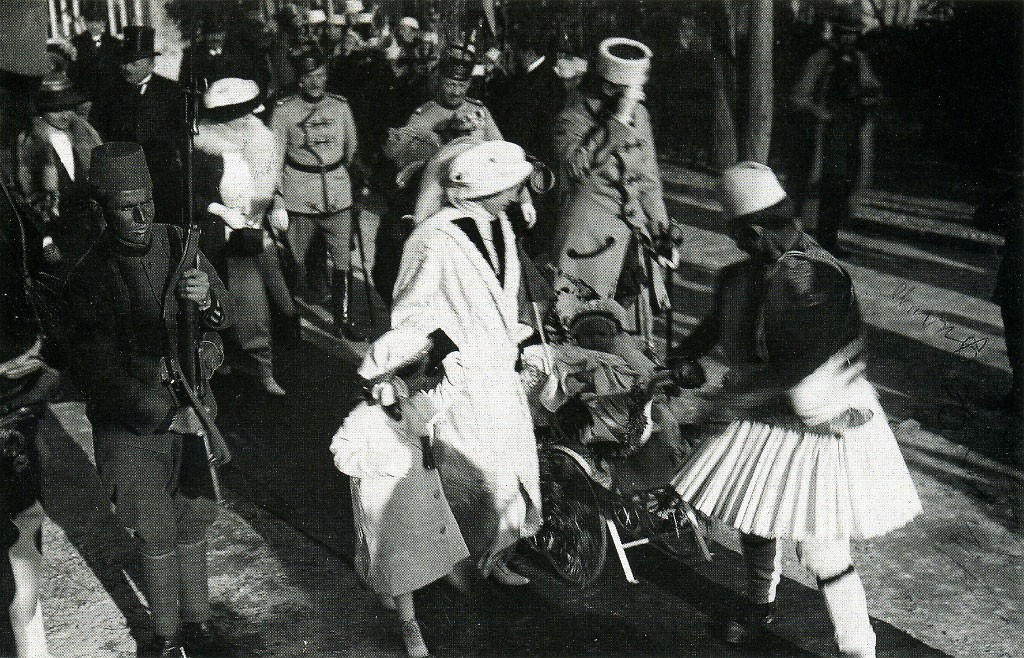
1914年、ドゥラスでゾフィー（中央）に連れられた姉マリー・エレオノーレ（手前左）とカール・ヴィクトル（ベビーカーの中）
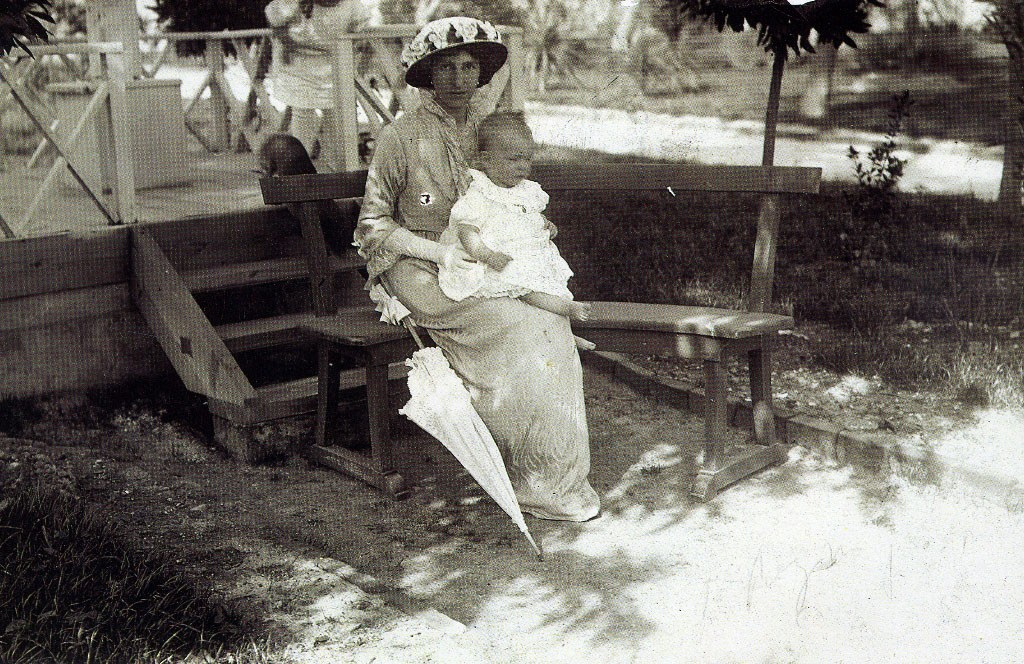
1914年春、母であるアルバニア公妃ゾフィーと1歳頃の公世子カール・ヴィクトル

しかし同年7月に始まった第1次世界大戦の影響で、一家は同年9月にアルバニアを出国し、父はその後元首の座に返り咲くことは無かった。成長すると、テュービンゲン大学で法学を専攻し、刑事処分手続きを主題とする博士論文で法学博士号を取得した、その博士論文は1936年にシュトゥットガルトで出版されている。
第2次世界大戦中はドイツ国防軍の将校としてルーマニアに駐屯した。1941年、ドイツ当局がカール・ヴィクトルを擁立してアルバニア人義勇軍を結集させようとしているとの憶測が流れると、ドイツとイタリア当局の間に緊張が生じた。イタリアはゾグ1世の統治していたアルバニア王国を占領して、国王ヴィットーリオ・エマヌエーレ3世にアルバニア王位を名乗らせており、イタリア外相第2代コルテッラッツォ・ブカーリ伯爵ガレアッツォ・チャーノはドイツ政府にこの憶測を打ち消すよう抗議した。ドイツ政府はこれを受け、カール・ヴィクトルをアルバニア人糾合のために利用するつもりのないことを言明した。カール・ヴィクトルはその後、第44歩兵師団に所属してイタリア戦線に転出し、モンテ・カッシーノの戦いに従軍している。
1945年に父が死ぬと、名目上のアルバニア公家家長と黒鷲騎士団総長の地位を受け継ぐが、政治的にアルバニア公の地位を主張することは無かった。1966年9月8日にニューヨークにおいて、スイス系アメリカ軍人の未亡人だったイギリス人女性アイリーン・ド・コペ（1922年 - 1985年）と結婚し、ロンドン・チェルシーのチェイン・ウォーク通りに居を構えて暮らした。妻との間に子供は無く、アルバニア公位の請求者は彼の死により途絶えた。

## 引用
1. ↑  Hugh Montgomery-Massingberd, editor, Burke's Royal Families of the World, Volume 1: Europe & Latin America (London, U.K.: Burke's Peerage Ltd, 1977), page 6. Hereinafter cited as Burke's Royal Families of the World, Volume 1
2. ↑  Springer, Elisabeth; Leopold Kammerhofer (1993). Archiv und Forschung. Oldenbourg Wissenschaftsverlag. pp. 346. ISBN 3-486-55989-3
3. ↑  Kola, Paulin (2003). The Search for Greater Albania. C. Hurst & Co. Publishers. pp. 16. ISBN 1-85065-596-0